# آمية
الآمِيَّة أو ذو الذنب المقوس أو الآميا أو البوفين أو سمك الطمي (الاسم العلمي:Amia) هي جنس من الالسمك النهري وحيد النوع يتبع الفصيلة الآميية من رتبة الآمييات. جسم الآمِيَّة مغطى بحراشف أسطوانية سميكة، وله زعنفة ظهرية ضعيفة البنية، شريطية الشكل طويلة، تمتد من مقدمة الظهر حتى بداية الزعنفة الذيلية. لون الظهر أخضر زيتوني داكن والبطن أخضر فاتح. أما الجانبان فيوجد عليهما بقع فاتحة اللون وأخرى غامقة مائلة للاخضرار. والزعنفة الذيلية للآمية مستديرة، توجد قريباً من مقدمتها بقعة كبيرة سوداء في الإناث، وتكون في الذكور محاطة بهالة برتقالية أو صفراء اللون. الآمِيَّة سمك بطيء الحركة، يعيش قرب القاع، في المياه الراكدة أو قليلة الجريان ذات القاع المستوي والمعشب بشدة في حوض الميسيسيبي. ويصل طول الفرد منه إلى 90 سم ووزن نحو 10 كغ.

## الأنواع
كانت تضم هذه الفصيلة، في العصور السالفة، أنواعاً عدة، بقي منها حالياً نوع حي وحيد:
- الآمِيَّة الملساء (الاسم العلمي:Amia calva)

الذي يتميز بالخصائص المعروفة للأسماك مكتملة العظام عامةً مع احتفاظه ببعض الصفات التطورية البدائية مثل اضمحلال الدسام الحلزوني في المعي، واتصال الكيس السباحي، الذي يقوم بوظيفة رئة بدائية للتنفس، بالجدار العلوي للبلعوم.